# فرشته تبهکار
فرشتهٔ تبهکار (چکی: Kriminálka Anděl) یک مجموعه تلویزیونی جنایی چکی است که در سال ۲۰۰۸ منتشر شد.

## بازیگران
- هلنا دووژاکووا
- یانا پیدرمانووا
- ایوانا خیلکووا
- زلاتا آداموفسکووا
- مارتین زونار
- ولاستا ژهرووا
- میروسلاو هانوش
- مارتین میشیچکا
- هینک چارماک
- ماریکا شوپوسکا
- واتسلاف نوژل